# Dors Venabili
Dors Venabili est un personnage de fiction du Cycle de Fondation écrit par Isaac Asimov.

## Biographie de fiction
Dors Venabili, la compagne de Hari Seldon, est une universitaire (historienne) de l'université de Streeling (planète Trantor). Pas très grande, avec des cheveux blond-roux, elle dit venir de la planète Cinna. Hari Seldon dit d'elle qu'« Elle n'est pas d'une beauté renversante, mais elle était loin de ne pas être agréable à regarder ». À la fin de Prélude à Fondation, roman au cours duquel, à la demande de Chetter Hummin, elle aura assuré à Seldon une efficace protection, il devine sa véritable nature : un robot d’apparence humaine. Elle révèle en effet des capacités surhumaines, comme la capacité à acquérir et reproduire des mouvements de combat à une rapidité surnaturelle, une force, une agilité et une vitesse surhumaines. Elle est également capable de communiquer par télépathie avec R Daneel Olivaw, qui s’avère être Eto Demerzel, l’éminence grise de l’empereur Cléon 1er. Elle accompagne Hari tout au long de son cheminement sur Trantor, ayant pour mission de l'aider dans ses projets. Elle meurt temporairement dans L'Aube de Fondation après avoir été affaiblie par un émetteur électromagnétique et avoir dû enfreindre la Première Loi de la Robotique en tuant un scientifique (Tamwile de Sorbh) qui complotait contre Hari Seldon et le projet de la psychohistoire. Réparée par R. Daneel Olivaw, elle réapparait dans le Second cycle de Fondation.